# Sybille van Anjou

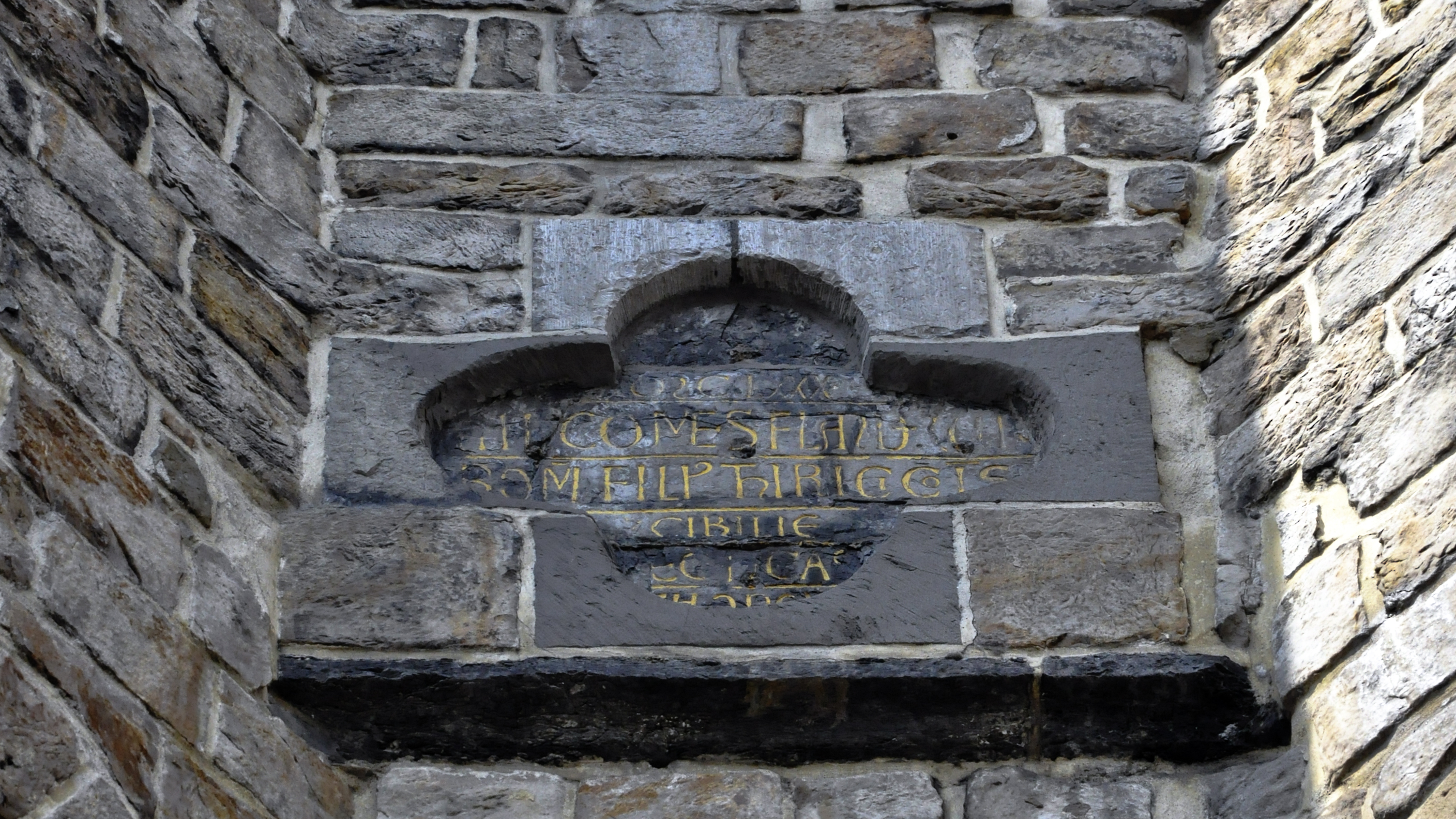
Opschrift boven het Gravensteen dat de naam van Sybille (Cibilie) vermeldt

Sybille van Anjou (ca. 1116 — Bethanië (bij Jeruzalem), 1165) was een dochter van graaf Fulco V van Anjou en Ermengarde van Maine, de erfgename van het graafschap Maine.
Zij huwde in 1123 Willem Clito en bracht Maine in het huwelijk mee. Dit huwelijk werd in opdracht van Hendrik I van Engeland, Willems oom en politiek tegenstander, geannuleerd door paus Honorius II op grond van bloedverwantschap. Sybilles vader Fulco verzette zich hiertegen en stemde pas in na zijn excommunicatie en het interdict over Anjou. Sybille trok met haar vader naar het Heilige Land, waar hij zou trouwen met de erfgename van het koninkrijk Jeruzalem, Melisende en in 1131 zelf koning werd.
In 1134 trouwde Sybille met de Vlaamse graaf Diederik van de Elzas, die kort daarop zijn eerste bezoek aan het Heilige Land bracht. Diederik nam later ook deel aan de Tweede Kruistocht en stelde voor die periode Sybille aan als regentes (1147-1150). In deze periode trachtte Boudewijn IV van Henegouwen Vlaanderen te veroveren, maar de aanval werd door Sybille krachtdadig afgeslagen. Zij liet Henegouwen verwoesten, waarna Boudewijn hetzelfde deed met Artesië. Pas toen Diederik naar Vlaanderen terugkeerde en de aartsbisschop van Reims als bemiddelaar optrad, werd een vrede gesloten.
In 1157 trok zij samen met Diederik naar het Heilige Land. Daar besloot ze in het klooster van St. Lazarus in Bethanië in te treden, waar haar stieftante Ioveta van Bethanië abdis was. Ondanks het aandringen van Diederik, haar halfbroer Boudewijn III van Jeruzalem en de patriarch van Jeruzalem weigerde ze om Diederik terug naar Vlaanderen te volgen. Na de dood van haar stiefmoeder verwierf ze een positie met grote invloed op de Kerk en de politiek van de kruisvaardersstaten. Zij overleed er in 1165.
Haar naam (Cibilie) staat sinds 1180 boven de toegangspoort van het Gravensteen.
Sybille en Diederik hadden de volgende kinderen:
- Boudewijn, overleden vóór 1154
- Filips
- Mattheüs, gehuwd met gravin Maria van Boulogne
- Pieter (1146-1176), provoost van Brugge en Sint-Omaars, bisschop van Kamerijk, gaf zijn kerkelijke functies op om te trouwen met Mathilde, de weduwe van Gwijde van Nevers en werd zo graaf van Nevers. Hij kreeg een dochter Sybille die trouwde met Robert van Wavrin, seneschalk van Vlanderen
- Gertrude (-1186), gehuwd met Humbert III van Savoye en daarna met Hugo III van Oisy
- Margaretha, gravin van Vlaanderen, gehuwd met graaf Boudewijn V van Henegouwen
- Mathilde (ovl. 24 maart ca. 1194), 1187 abdis van Fontevraud

## Voorouders
| Voorouders van Sybille van Anjou | Voorouders van Sybille van Anjou                                       | Voorouders van Sybille van Anjou                                       | Voorouders van Sybille van Anjou                                   | Voorouders van Sybille van Anjou                                   | Voorouders van Sybille van Anjou                                        | Voorouders van Sybille van Anjou                                        | Voorouders van Sybille van Anjou                                        | Voorouders van Sybille van Anjou                                        |
| -------------------------------- | ---------------------------------------------------------------------- | ---------------------------------------------------------------------- | ------------------------------------------------------------------ | ------------------------------------------------------------------ | ----------------------------------------------------------------------- | ----------------------------------------------------------------------- | ----------------------------------------------------------------------- | ----------------------------------------------------------------------- |
| Overgrootouders                  | Godfried II van Gâtinais (-1042/44) ∞ Ermengarde van Anjou (1018-1076) | Godfried II van Gâtinais (-1042/44) ∞ Ermengarde van Anjou (1018-1076) | Simon I van Montfort (1025-1087) ∞ Agnes van Évreux (1030-)        | Simon I van Montfort (1025-1087) ∞ Agnes van Évreux (1030-)        | Jan van Beaugency (1042-1097) ∞ Paula van Maine (–)                     | Jan van Beaugency (1042-1097) ∞ Paula van Maine (–)                     | ? (-) ∞ ? (-)                                                           | ? (-) ∞ ? (-)                                                           |
| Grootouders                      | Fulco IV van Anjou (1043-1109) ∞ Bertrada van Montfort (1070–1117)     | Fulco IV van Anjou (1043-1109) ∞ Bertrada van Montfort (1070–1117)     | Fulco IV van Anjou (1043-1109) ∞ Bertrada van Montfort (1070–1117) | Fulco IV van Anjou (1043-1109) ∞ Bertrada van Montfort (1070–1117) | Eli I van Maine (1060-1110) ∞ Mathilde van Château-du-Loir (±1055–1099) | Eli I van Maine (1060-1110) ∞ Mathilde van Château-du-Loir (±1055–1099) | Eli I van Maine (1060-1110) ∞ Mathilde van Château-du-Loir (±1055–1099) | Eli I van Maine (1060-1110) ∞ Mathilde van Château-du-Loir (±1055–1099) |
| Ouders                           | Fulco V van Anjou (1091-1143) ∞ Ermengarde van Maine (1096–1126)       | Fulco V van Anjou (1091-1143) ∞ Ermengarde van Maine (1096–1126)       | Fulco V van Anjou (1091-1143) ∞ Ermengarde van Maine (1096–1126)   | Fulco V van Anjou (1091-1143) ∞ Ermengarde van Maine (1096–1126)   | Fulco V van Anjou (1091-1143) ∞ Ermengarde van Maine (1096–1126)        | Fulco V van Anjou (1091-1143) ∞ Ermengarde van Maine (1096–1126)        | Fulco V van Anjou (1091-1143) ∞ Ermengarde van Maine (1096–1126)        | Fulco V van Anjou (1091-1143) ∞ Ermengarde van Maine (1096–1126)        |
| Sybille van Anjou (1116-1165)    |                                                                        |                                                                        |                                                                    |                                                                    |                                                                         |                                                                         |                                                                         |                                                                         |

- Gemeinsame Normdatei: 137234805
- Virtual International Authority File: 81454223